# Natschbach-Loipersbach
Natschbach-Loipersbach är en kommun  i Österrike. Den ligger i distriktet Neunkirchen i förbundslandet Niederösterreich, 70 kilometer söder om huvudstaden Wien.
Kommunen består av tre orter (Ortschaften) (inom parentes invånarantal 1 januari 2024):
- Lindgrub (58)
- Loipersbach (781)
- Natschbach (901)